# Koumra
Kumra ou Koumra (em árabe: قمرة; romaniz.: Qumra) é uma cidade localizada no sudoeste do Chade. É a capital da província de Mandoul e possuía uma população de 37 867 habitantes de acordo com o censo de 2009.